# Lasioglossum nathanae
Lasioglossum nathanae är en biart som beskrevs av Gregory B. Pauly 2001. Lasioglossum nathanae ingår i släktet smalbin, och familjen vägbin. Inga underarter finns listade i Catalogue of Life.